# San Biagio della Cima
San Biagio della Cima (ligur nyelven San Giàixu ) egy olasz község a Liguria régióban. Imperia megyében.

## Földrajza
Ventimiglia tőszomszédságában helyezkedik el

## Gazdaság
A legfontosabb jövedelemforrás a mezőgazdaság, ezen belül elsősorban a borászat, itt termelik a Rossese borokat.

## Közlekedés
Az A10-es autópálya Bordighera lehajtójáról érhető el, de közvetlen autópálya-összeköttetéssel nem rendelkezik.  
A legközelebbi vasútállomás Vallecrosia a Genova-Ventimiglia vonalon.

## Fordítás
- Ez a szócikk részben vagy egészben  a   San Biagio della Cima című olasz Wikipédia-szócikk fordításán alapul.  Az eredeti cikk szerkesztőit annak laptörténete sorolja fel. Ez a jelzés csupán a megfogalmazás eredetét és a szerzői jogokat jelzi, nem szolgál a cikkben szereplő információk forrásmegjelöléseként.